# Canna indica
Canna indica, también llamada caña del Perú, caña de las indias, caña de cuentas, baranda de México, flor del cangrejo, achira, platanito rojo o yerba del rosario, es una planta perenne de hasta  3 m de altura perteneciente a la familia de las cannáceas. Es originaria de América del Sur: Colombia, Venezuela, Ecuador, Perú, Brasil, Uruguay y Argentina, así como de las Indias Occidentales y América Central.

## Taxonomía
Canna indica fue descrita por Carlos Linneo  y publicado en Species Plantarum 1: 1. 1753.
Sinonimia
Lista de sinónimos de Canna indica

## Descripción

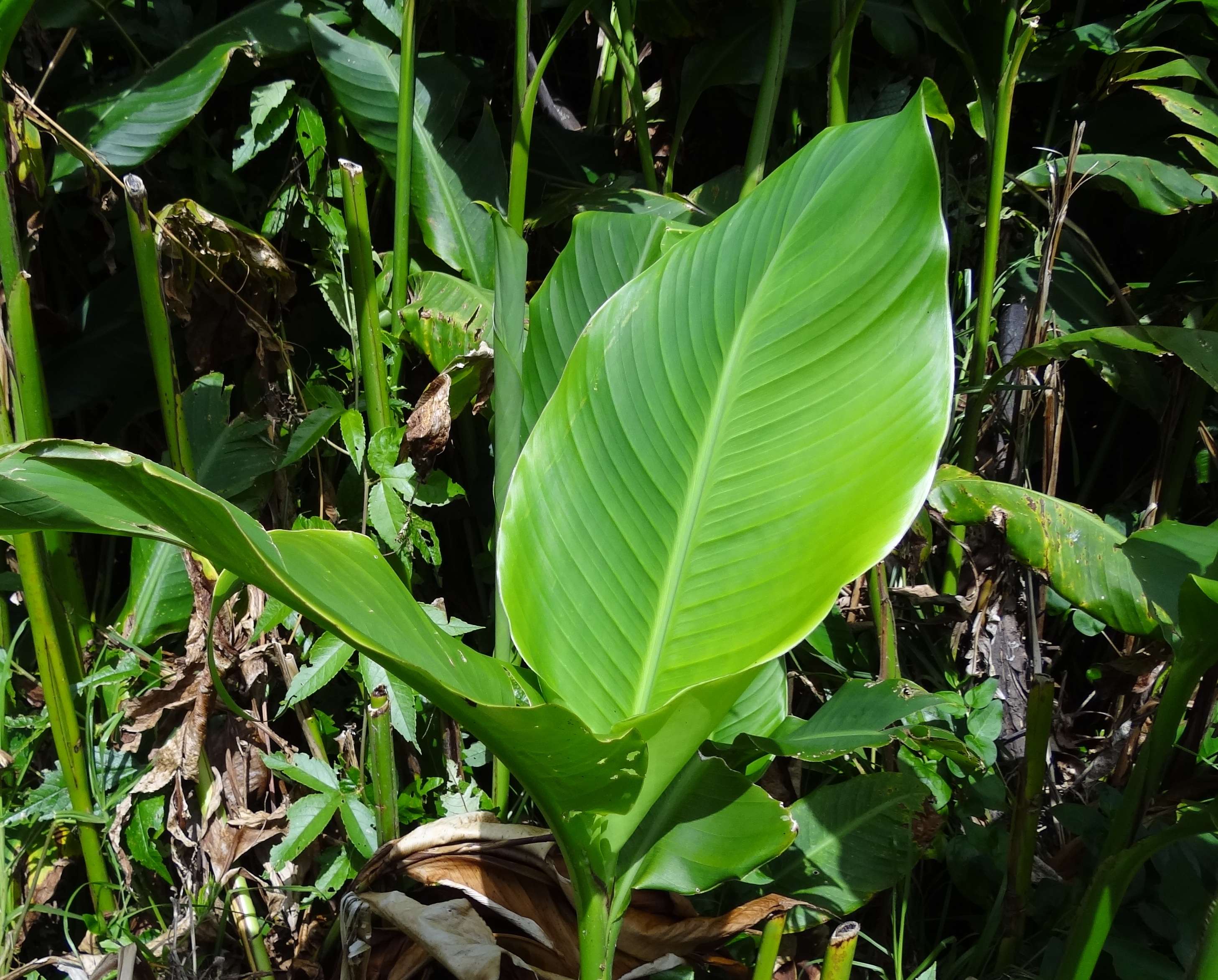
Hojas de Canna indica.

Planta herbácea perenne, de rizoma carnoso y ramificado de hasta 60 cm de largo que se dividen en segmentos bulbosos y cubiertos en dos filas por hojas. La superficie del rizoma está labrada por surcos transversales, que marcan la base de escamas que la cubren; de la parte inferior salen raicillas blancas y del ápice, donde hay numerosas yemas, brotan las hojas, el vástago floral y los tallos. Los tallos aéreos pueden alcanzar 1-3 m de altura y forman una macolla compacta, estando envueltos por las vainas de las hojas. Las hojas son anchas, de color verde o verde violáceo, con pecíolos cortos y láminas elípticas, que pueden medir de 30 a 60 cm de largo y 10 a 25 cm de ancho, con la base obtusa o estrechamente cuneada y el ápice es cortamente acuminado o agudo. La nervadura central es prominente y de ella se derivan las laterales. Inflorescencia en racimo terminal con 6-20 cincinos de 1-2 flores. Flores hermafroditas sobre pedicelos de 0,2-1 cm de largo, de color rojo o amarillo-anaranjado, excepto en algunos cultivares, de 4,5-7,5 cm de largo, con los sépalos estrechamente triangulares, de 1-1,7 cm de largo y los pétalos erectos, de 4-6,5 cm de longitud. Tubo de 1,5-2 cm de largo. Estaminodios 3-4, de estrechamente obovados a espatulados, de 4,5- 7,5 cm de largo y de 0,3-0,5 cm de anchura en la partera libre Los frutos son cápsulas de elipsoides a globosas, verrucosas, de 1,5 a 3 cm de longitud, de color castaño, con gran cantidad de semillas globulosas, de 4 a 6 mm de diámetro, negras y muy duras.

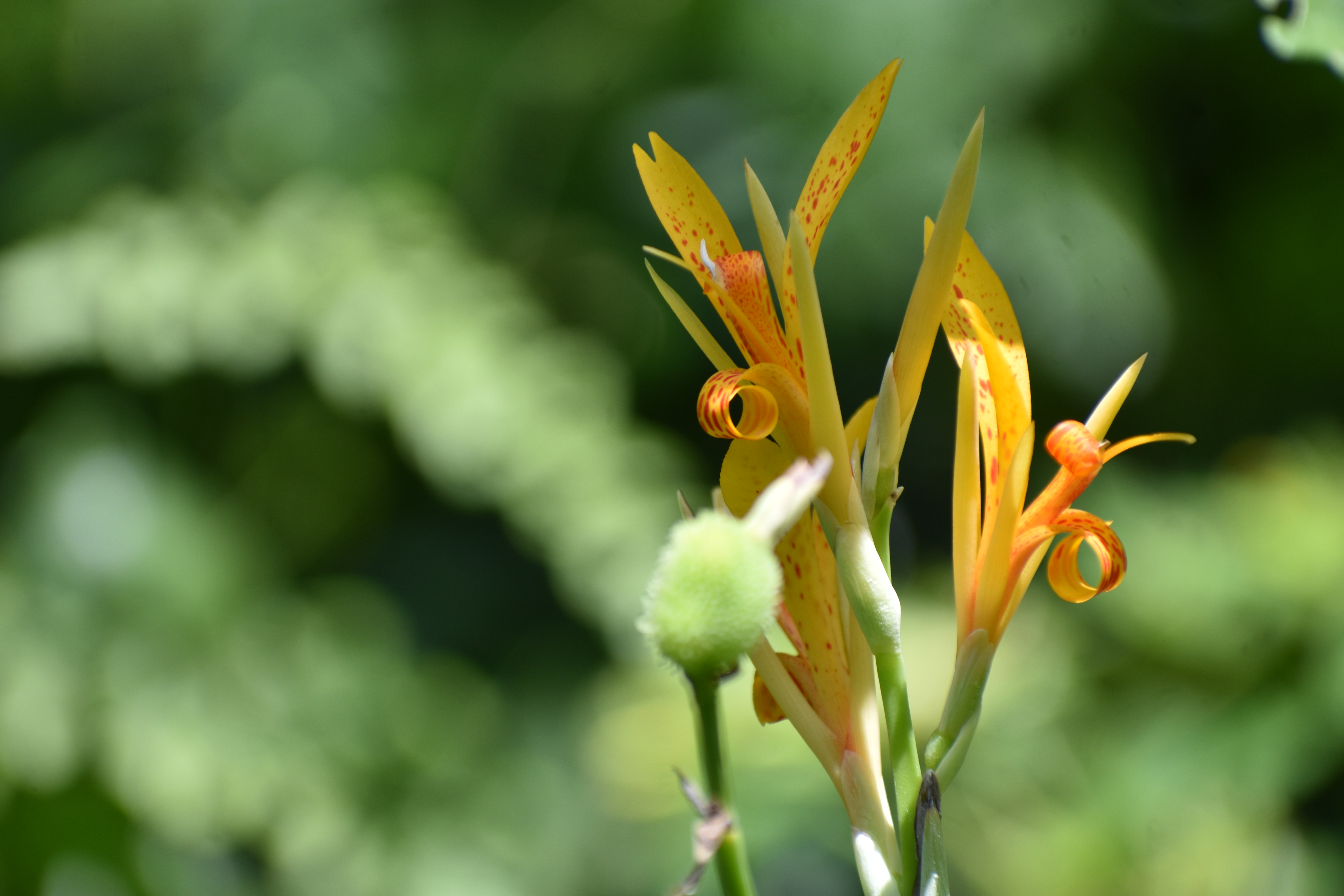
Flor de Canna indica en El Crucero, Managua, Nicaragua.

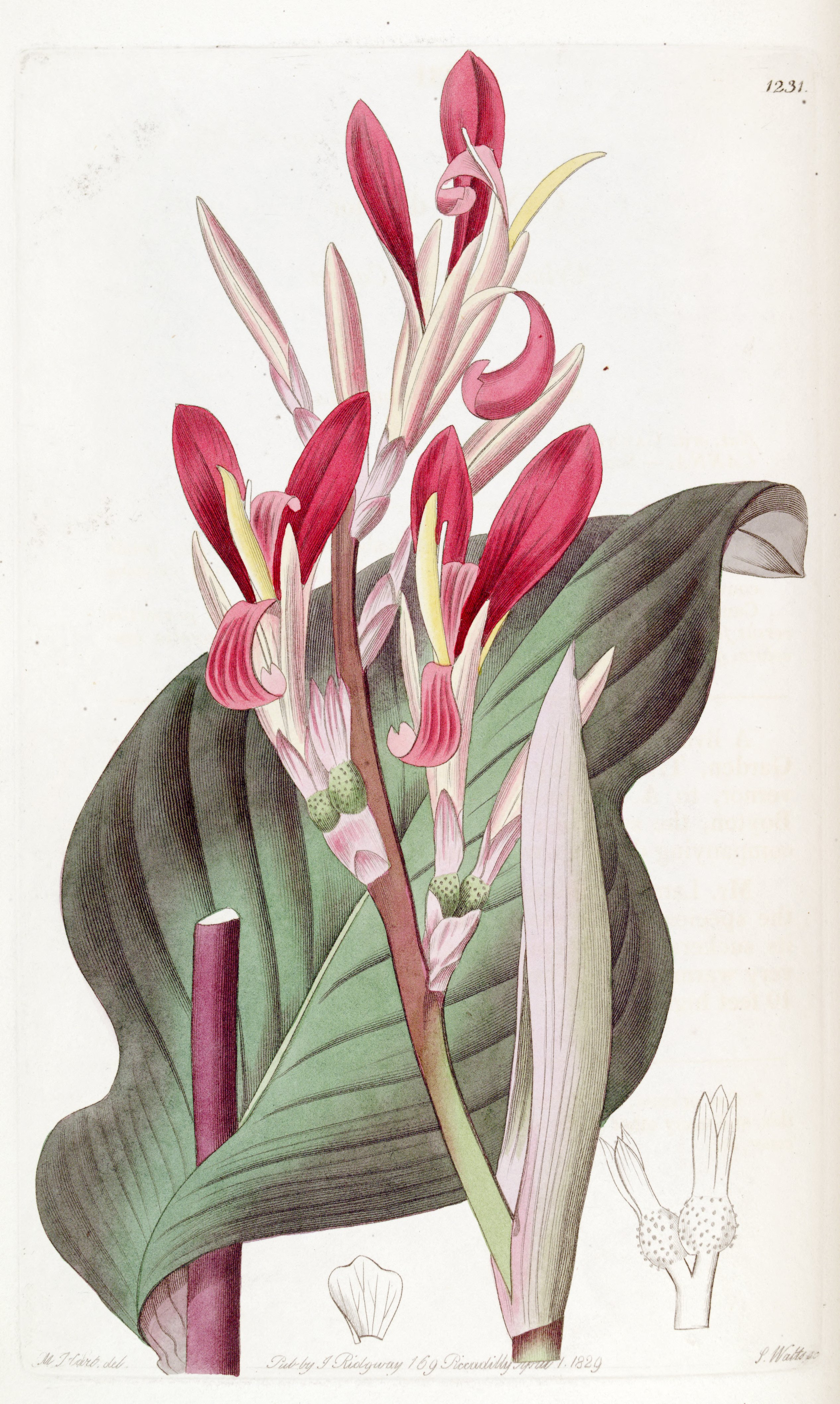
Ilustración

## Hábitat

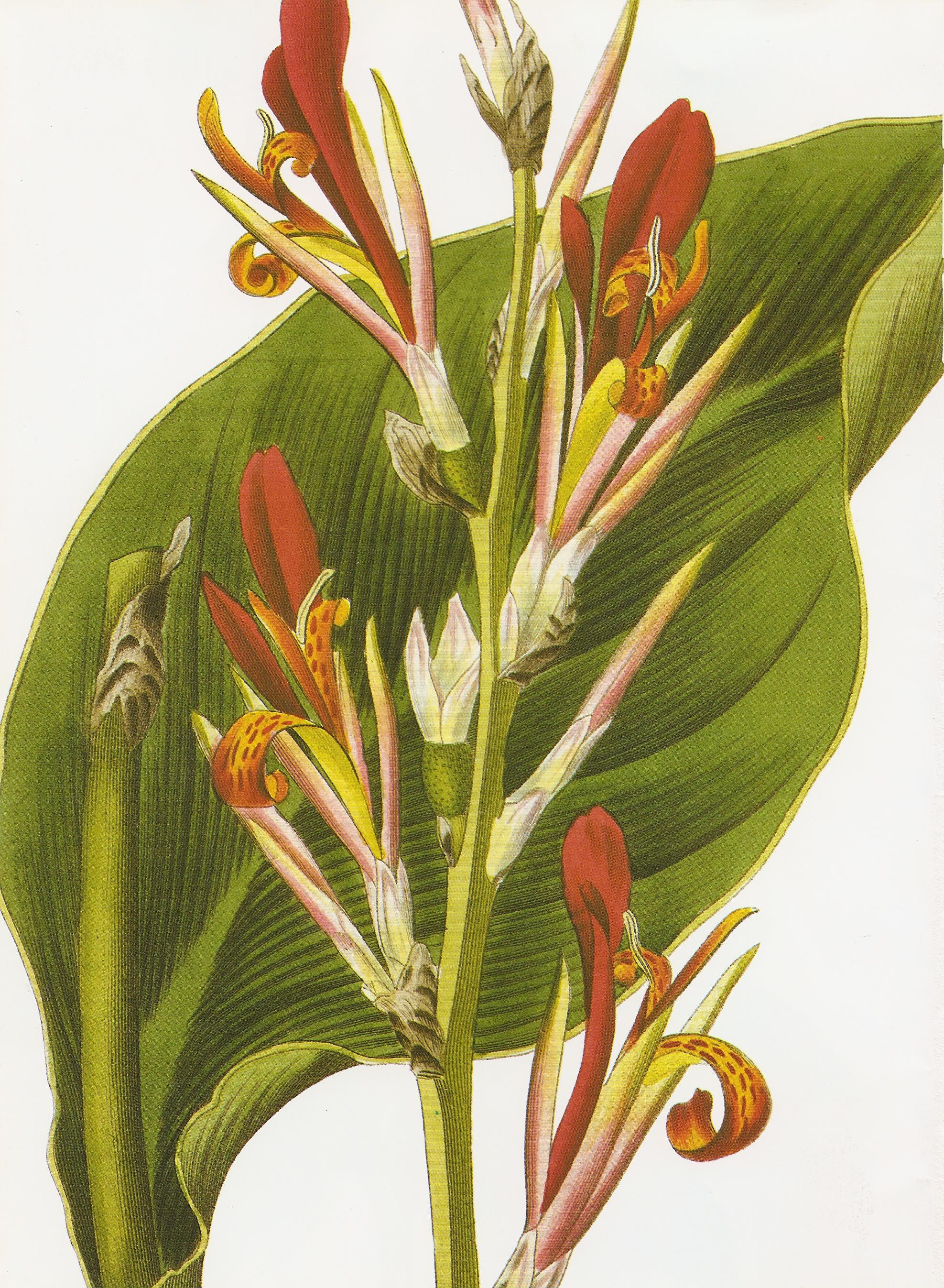
Ilustración

La achira se puede cultivar desde el nivel del mar hasta los 2.700 m s. n. m., pero prospera en climas montañosos tropicales o subtropicales templados, entre los 1.600 y 2.200 m s. n. m.; a temperatura promedio de 14 a 27 °C y precipitaciones anuales mínimas de 500 mm y hasta de 1200 mm. Crece muy bien en suelos livianos de textura franca o franco-limosa.

## Usos
En el Perú, hace 5000 años desarrollaron su uso medicinal por su capacidad diurética, antiséptica, analgésica y cicatrizante; y sus raíces formaron parte de su dieta diaria. Hoy sabemos que la raíz de la canna indica  es rica en carbohidratos, ácido ascórbico, vitamina A y minerales como calcio, hierro, potasio y magnesio. 
En Europa es mayormente empleada como planta ornamental en jardines, mientras que en Latinoamérica se cultiva principalmente por sus cormos o rizomas, que son de importancia para la alimentación humana y la agroindustria. 
Los rizomas son comestibles.[17] Se pueden comer crudos, pero generalmente se hornean. Cocidos, los rizomas se vuelven translúcidos, mucilaginosos y dulces. El almidón se produce al moler o machacar las raíces y sumergirlas en agua, separando los gránulos de almidón de las fibras de las raíces. El almidón es de fácil digestión y la harina se usa para fabricar panes, bizcochos, galletas, tortas, tallarines y fideos. Son ampliamente conocidos los bizcochos y panes de achira producidos en los departamentos de Huila y Tolima en el centro-sur de Colombia.
En la Península de Paria Venezuela la harina se utiliza para preparar un atol para los niños después del destete, y para los ancianos y convalecientes por su alto poder nutritivo. Los cormos de la achira se comen también asados o cocidos. 
En decocción las raíces se usan como diurético y las hojas como cicatrizante; el jugo de estas como antiséptico. Las hojas recién cortadas se usaban, y probablemente todavía se usan sobre las quemaduras para refrescar y disipar el calor de la piel quemada. Las semillas se utilizan para confeccionar collares y sonajeros o maracas. Tallos y hojas sirven de forraje para el ganado. A las hojas también se les utiliza como un tipo de empaque natural para envolver comidas típicas similares a los tamales, de sabor dulce, conocidas como quimbolitos. En la zona rural de pregonero llamada Laguna de García en el estado Táchira se usan para forrar las emblemáticas hallacas en sustitución de las hojas de plátano.

## Producción minorista
En el Cantón Girón, en la zona austral de Ecuador, se cultiva como producto familiar; sin embargo es un producto de gran potencial por su derivado de la harina de almidón para producir el Dulce de Almidón, una especie de pan, con una excelente aceptación en países como: EE. UU., España e Italia, países con inmigrantes ecuatorianos. Por eso a la persona nativa de esta zona que pertenece a la provincia de Azuay se le reconoce como "achiras".

## Origen
Los arqueólogos han encontrado que se cultivaba en Perú hace 5000 años en la Ciudad Sagrada de Caral,. Los antiguos caralinos la domesticaron y utilizaron sus raíces como parte de su dieta diaria; además desarrollaron su uso medicinal por su capacidad diurética, antiséptica, analgésica y cicatrizante. En Colombia los chibchas la utilizaban en su alimentación. Actualmente en Colombia, mediante procesos de agroindustria rural se extrae el almidón de achira, el cual a su vez es utilizado para la elaboración de bizcochos de achira y otros productos artesanales como bizcochuelos, pan de sagú, colaciones y coladas. En los departamentos del Tolima, Huila y Cundinamarca en Colombia ha surgido un gran número de pequeñas rallanderías dedicadas a la extracción del almidón y varias empresas artesanales e industriales dedicadas a la producción del bizcocho de achira, el cual cada vez gana mayor aceptación en los mercados urbanos.

## Nombres comunes, etimología y concepto
Achira, proviene del término quechua achuy, cuyo significado primario es «estornudo». Conduce a la idea de «transportar algo entre los dientes o con la boca» y de aquí al concepto de lo que el alma humana emite o expresa con espontaneidad. Por lo que achira es la palabra, el cuento, la historia, el relato que se comparte. Se vincula con la enseñanza y la transmisión de conocimientos orales. Puede encontrarse en términos como Arachán una familia nativa extinta de la región Este del Uruguay y Río Grande del Sur en Brasil, así como en el nombre de la fronteriza ciudad de Chuy, entre estos dos países.
La achira también es conocida en Colombia como sagú o chisgua; en Venezuela como  capacho o maraca, en la costa de Paria como zulú o pericaguá; en Perú y Ecuador como achera, atzera o atcera y en la Costa como "platanillo"; en Brasil como biri; y en México como acaxochitl y papantla.
Otros nombres son cucuyús, juquián, caña de India, raíz, cañacoro, chui o arawak imocoma.